# Dimethylzinndibromid
Dimethylzinndibromid ist eine chemische Verbindung aus der Gruppe der Organozinnverbindungen, konkret der Dimethylzinn-Verbindungen.

## Herstellung
Dimethylzinndibromid kann ausgehend von Dimethylzinnoxid hergestellt werden, indem dieses mit konzentrierter Bromwasserstoffsäure in Ethanol umgesetzt wird. Eine andere Möglichkeit ist die Reaktion von elementarem Zinn in einer Atmosphäre von Methylbromid bei 395 °C.

## Eigenschaften
Dimethylzinndibromid bildet farblose beziehungsweise weiße Kristalle.

## Reaktionen
Durch Grignard-Reaktion von Dimethylzinndibromid mit Pentafluorphenylmagnesiumbromid ist Dimethylbis(pentafluorphenyl)zinn erhältlich, welches wiederum als Edukt für die Herstellung von Bis(pentafluorphenyl)boran dient.

## Externe Links zu erwähnten Verbindungen
1. ↑  Externe Identifikatoren von bzw. Datenbank-Links zu Dimethylzinnoxid:  CAS-Nr.: 2273-45-2, EG-Nr.: 218-881-7, ECHA-InfoCard: 100.017.166, PubChem: 75277, Wikidata: Q72471143.